# 根尾明里
根尾明里（1998年11月19日—），日本AV女優。所屬事務所是LIFE PROMOTION。

## 簡歷
2017年3月以「小嶋亞美（小嶋亜美，こじま あみ）」為藝名成為kawaii*的専属女優，但是只演出1部作品。
2019年4月以「根尾明里（根尾あかり）」為藝名重新出道。
2020年8月，在月刊FANZA上發表的2020年上半年AV女優排行榜中獲得第6名。
2021年6月1日成為VENUS的專屬女優。

## 人物
憧憬寶塚歌劇團和四季劇團，因此在高中時也當過話劇社的社長。同時還當過學生會長。
在大學時有教育實習的經驗，也擁有教師執照。

## 外部連結
- 根尾明里的X（前Twitter）
- 根尾明里的Instagram帳戶
- 根尾あかり - LINE LIVE